# Autanepsia poliodesma
Autanepsia poliodesma är en fjärilsart som beskrevs av Turner 1908. Autanepsia poliodesma ingår i släktet Autanepsia och familjen mätare. Inga underarter finns listade i Catalogue of Life.